# Idioma paleoirlandés

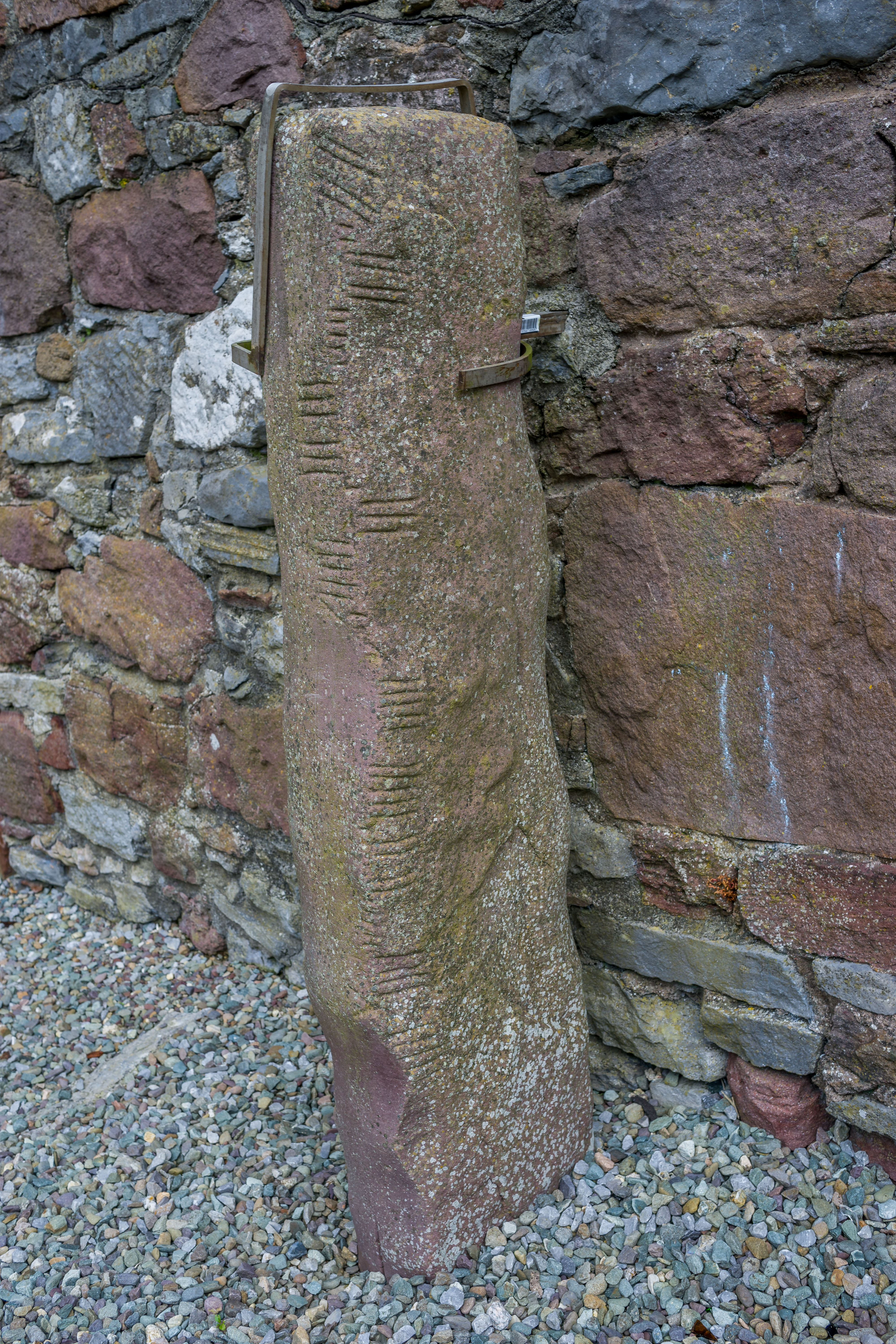
Iglesia Ratass - Piedra Ogham - 2015

El idioma paleoirlandés o irlandés primitivo es la forma más antigua conocida de la lengua irlandesa, sólo conocida a partir de fragmentos, en su mayor parte nombres personales, grabados en piedra en el alfabeto oghámico en Irlanda y en la Britania occidental alrededor del siglo VI. El paleoirlandés es el antecesor de todas las lenguas goidélicas conocidas por lo que sería virtualmente idéntico al proto-goidélico.
Las inscripciones oghámicas transcritas, que carecen de letra para el fonema /p/, muestran que el primitivo irlandés era muy semejante en morfología y flexión al galo, latín, griego y sánscrito. Tiene pocas de las características distintivas del irlandés moderno y es difícil reconocerlo como una forma del irlandés.

## Evolución al irlandés antiguo
Por el contrario, el irlandés antiguo, escrito a partir del siglo VI, es una lengua que es difícil reconocer como irlandés, con las mutaciones iniciales, las consonantes palatalizadas contrarias a las que no lo están, la letra P, grupos consonánticos creados por la caída de sílabas átonas, junto con un número de cambios vocálicos y consonánticos significativos. 
Como ejemplo, un rey de Leinster del siglo V, cuyo nombre aparece en las listas reales y en los anales en antiguo irlandés como Mac Caírthinn Uí Enechglaiss es recordado en una inscripción oghámica cerca de dónde murió. Este texto da la versión paleoirlandesa de su nombre (en genitivo), como MAQI CAIRATINI AVI INEQUAGLAS. La evolución entre esta y la anteriormente citada versión del nombre muestra claro la pérdida de sílabas átonas y la lenición de algunas consonantes. 
Estos cambios, trazados por la lingüística histórica, no son inusuales en el desarrollo de las lenguas, pero parece que tuvieron lugar especialmente rápido en el irlandés. Según una teoría propugnada por Koch (1995), estos cambios coinciden con la conversión al cristianismo y la introducción del aprendizaje del latín. La teoría se basa en el hecho de que todas las lenguas tienen varios registros o niveles de formalidad, el más formal de los cuales, normalmente el de la enseñanza y la religión, muda muy despacio mientras que los más informales cambian más rápidamente, pero en la mayoría de los casos no se corre el peligro de volverse dialectos mutuamente ininteligibles debido a la existencia del registro más formal. En la Irlanda precristiana el registro más formal de la lengua pudo ser el empleado por los religiosos y las clases instruidas, los druidas, para sus ceremonias y para el aprendizaje. Koch se basaba en la posibilidad de que las inscriciones conmemorativas estuvieran escritas en esta forma pero, cuándo los druídas fueron sustituidos como clase instruida por los monjes cristianos, el paleoirlandés formal fue sustituido como lengua de aprendizaje por el latín. Las formas vernáculas, libres de la influencia conservadora del registro formal, cambiaron velozmente, hasta que se estableció un nuevo estándar escrito: el irlandés antiguo.

## Posibles influencias externas: el ivérnico
Antes de que los dialectos gaélicos se desarrollaran en Irlanda, algunos postulan que los habitantes hablaban ivérnico, especialmente en Munster. Recibe este nombre de un grupo galo-belga conocido como los iverni (después Érainn), testimoniados en la Geographia de Ptolomeo (siglo II). Esta hipótesis puede sostenerse por lo que parece ser una breve mención de una lengua tal en un diccionario irlandés del siglo IX Sanas Cormaic, bajo los nombres Iarnnbélrae, Iarnbélrae y Iarmbérla, que si se entienden en irlandés antiguo, significan "Habla de hierro". Con todo, la mayoría de los lingüistas explican estos préstamos britónicos como tomados directamente del galés, haciendo notar que las inscriciones oghámicas testimonian una presencia irlandesa antigua en Gales. El estudioso del gaélico T. F. O'Rahilly propone así la lengua de estos Iverni, que él bautizó como Ivérnico, como la fuente de estos préstamos. 
Los que apoyan esta hipótesis creen que el ivérnico se separó del galo en el siglo V a. C. y que sobrevivió a una supuesta invasión de Irlanda por gente que hablaba una lengua goidélica (en algún momento entre el 500 a. C. y el 100 a. C.). Se dice que aún había un grupo minoritario en Munster en la época de Beda sobre el año 700. Con todo sus hablantes fueron eventualmente absorbidos en la población gaelicohablante, y en la época en que los vikingos se establecieron en Limerick, alrededor del 850, las lenguas ivérnica y goidélica ya habían convergido en el irlandés. 
Cormac mac Cuilennáin, rey y obispo de Cashel en Munster , nacido en 836, y muerto en 908, escribió un extenso glosario que decía que la "Habla de hierro" era "densa y difícil", que había muerto hacía poco y que se recordaban dos palabras: ond = "piedra", y fern = "algo bueno".